# Erwin Zimmer
Erwin Zimmer (* 17. Oktober 1953) ist ein ehemaliger deutscher Fußballspieler.

## Karriere
Er absolvierte in den Jahren 1976 bis 1981 insgesamt 160 Spiele in der 2. Fußball-Bundesliga für Eintracht Trier und erzielte dabei 7 Tore. Ab 1981 trat Trier in der Oberliga Südwest an. Nach dem Abstieg blieb Zimmer dem Verein treu und spielte noch einige Zeit für Trier.
Nach der Spielerkarriere war er in der Altherren-Mannschaft (Ü 40) der Eintracht in der Liga Trier-Saarburg an der Seite anderer ehemaliger Fußballspieler des Vereins wie beispielsweise Dieter Lüders, Rudi Thömmes, Michael Veit und Werner Kartz aktiv.